# Жас Сункар (женский футбольный клуб)
«Жас Сункар» (каз. Jas Sunkar) — женский футбольный клуб из Астаны.

## Названия
- 2004—2006: «Акку»[1]
- 2006: ГУ «СДЮШОР»
- 2007: «Акку-Технополис»
- 2009: «СДЮШОР № 8»[2]
- 2011—2013: «Астана-64»
- 2016: «Астана»
- 2019—2022: «СДЮСШОР № 8»
- 2022—н. в.: «Жас Сункар»

## История
Костяк команды всегда составляли спортсменки СДЮСШОР № 8. Женский футбольный клуб из столицы Казахстана создан не позднее 2004 года. В 2010 году не принимал участие в Чемпионате Казахстана из-за финансовых проблем. С 2011 по 2013 годы носил названия «Астана-64».
В 2013 году заняв последние седьмое место, прекратила своё существование до 2016 года.
Клуб возродился вновь в 2016 году с названием ЖФК «Астана». Клуб был сформирован не только на базе Специализированной детско-юношеской спортивной школы олимпийского резерва № 8, но в команду были приглашены легионеры из России и Украины, а также игроки из других клубов Казахстана.
В сезоне 2016 «Астана» заняла второе место в чемпионате Казахстана и вышла в финал Кубка страны, в обоих турнирах уступила шымкентскому клубу «БИИК-Казыгурт».
В начале 2017 года клуб был расформирован.
В 2019 году был вновь образован под названием «СДЮСШОР № 8».
В 2022 году команда переименовалась в «Жас Сункар» .

## Статистика в чемпионате
| Год  | Место  | И  | В  | Н | П  | Мячи     |
| ---- | ------ | -- | -- | - | -- | -------- |
| 2007 | 5 из 6 | 15 | 4  | 1 | 10 | 14 − 35  |
| 2009 | 5 из 7 | 24 | 10 | 1 | 13 | 38 − 46  |
| 2011 | 5 из 7 | 24 | 5  | 3 | 16 | 16 − 90  |
| 2012 | 6 из 7 | 24 | 5  | 3 | 16 | 34 − 80  |
| 2013 | 7 из 7 | 24 | 2  | 3 | 19 | 22 − 93  |
| 2016 | 2 из 5 | 16 | 11 | 3 | 2  | 72 − 10  |
| 2019 | 3 из 6 | 20 | 15 | 1 | 4  | 57 − 24  |
| 2020 | 3 из 6 | 8  | 3  | 1 | 4  | 21 − 15  |
| 2021 | 5 из 6 | 20 | 5  | 0 | 15 | 18 − 66  |
| 2022 | 4 из 6 | 20 | 7  | 1 | 12 | 27 − 119 |

## Достижения
Чемпионат Казахстана
- Серебряный призёр Женской Лиги (1): 2016.
- Бронзовый призёр Женской Лиги (2): 2019, 2020.

Кубок Казахстана
- Финалист Кубка (2): 2016, 2019.